# Alanno
Alanno är en ort och kommun i provinsen Pescara i regionen Abruzzo i Italien. Kommunen hade 3 463 invånare (2018).